# Tiên tri và sứ giả trong Hồi giáo
Tiên tri trong Hồi giáo (tiếng Ả Rập: ٱلْأَنۢبِيَاء فِي ٱلْإِسْلَام, đã Latinh hoá: nabī, n.đ. 'prophet' pl. الأنبياء,نب anbiyāʼ) là những cá nhân mà người Hồi giáo tin rằng đã được Thiên Chúa gửi đến các cộng đồng khác nhau để phục vụ như là những ví dụ về hành vi lý tưởng của con người và truyền bá thông điệp của Thiên Chúa trên Trái đất. Một số nhà tiên tri được phân loại như sứ giả (tiếng Ả Rập: رسل, đã Latinh hoá: rasūl số nhiều. رسول rasl), những người truyền sự mặc khải thiêng liêng thông qua sự can thiệp của một thiên thần. Người Hồi giáo tin rằng nhiều nhà tiên tri đã tồn tại, bao gồm nhiều người không được đề cập trong Qur'an. Qur'an tuyên bố: "Có một sứ giả cho mỗi cộng đồng". Niềm tin vào các nhà tiên tri Hồi giáo là một trong sáu điều của đức tin Hồi giáo.
Người Hồi giáo tin rằng nhà tiên tri đầu tiên cũng là con người đầu tiên, Adam (آآََ), được Allah tạo ra. Nhiều điều mặc khải của 48 vị tiên tri trong Do Thái giáo và nhiều tiên tri của Cơ đốc giáo được đề cập như vậy trong Qur'an nhưng thường ở các hình thức hơi khác nhau. Chẳng hạn, Elisha của người Do Thái được gọi là Eliyas, Job là Ayyub, Jesus là Isa, v.v... Torah được trao cho Moses (Musa) được gọi là Tawrat, các Thánh vịnh được trao cho David (Dawud) là Zabur, Tin mừng được trao cho Jesus là Injil.
Nhà tiên tri cuối cùng và quan trọng nhất trong đạo Hồi là Muhammad (Muhammad ibn ʿAbdullāh), người Hồi giáo tin là "Dấu ấn của các tiên tri" (Khatam an-Nabiyyin, tức là nhà tiên tri cuối cùng), người mà đã truyền pháp và mặc khải thành sách Qur'an (đượcnhững người bạn đồng hành của ông ghi chép lại). Người Hồi giáo tin rằng Qur'an là từ thần thánh và nghĩa đen duy nhất của Thiên Chúa, do đó bất biến và được bảo vệ khỏi sự biến dạng và tham nhũng, được định sẵn ở dạng chân thật cho đến Ngày cuối cùng.
Mặc dù Muhammad được coi là nhà tiên tri cuối cùng, một số truyền thống Hồi giáo cũng công nhận và tôn kính các vị thánh (mặc dù một số trường phái hiện đại, như Salafism và Wahhabism, bác bỏ lý thuyết về thánh).
Trong Hồi giáo, mọi nhà tiên tri đều thuyết giảng cùng một niềm tin cốt lõi, Sự đơn nhất của Thiên Chúa, thờ phượng một Thiên Chúa đó, tránh thờ ngẫu tượng và tội lỗi, và niềm tin vào Ngày Phục sinh hoặc Ngày Phán xét và cuộc sống sau khi chết. Các tiên tri và sứ giả được cho là đã được Thiên Chúa gửi đến các cộng đồng khác nhau trong các thời kỳ khác nhau trong lịch sử.
Trong Hồi giáo có một truyền thống về dòng dõi tiên tri, đặc biệt là liên quan đến nhà tiên tri Abraham (Ibrahim), người có nhiều tiên tri trong dòng dõi của mình - Jesus (Isa), Zakariyyah, Muhammad, David (Dawud)), v.v. - qua con trai Ismael và Isaac.